# Teresópolis
Teresópolis es un municipio de Brasil del Estado de Río de Janeiro, localizado en la Microrregión Serrana Fluminense. El Parque Nacional da Serra dos Órgãos se localiza parcialmente en Teresópolis.
La ciudad tenía 176 060 habitantes en 2010, con una superficie de 770,507 km².

## Historia
En el siglo XVI, antes de la llegada de los portugueses a la región donde hoy se localiza Teresópolis, ella era habitada por los indígenas. En los siglos siguientes, los portugueses empezaron a comprar tierras. La región fue también ocupada por un quilombo, formado por esclavos fugitivos de las plantaciones de caña de azúcar cerca de Río de Janeiro.
En 1821, el ciudadano británico George March (nacido y educado en Portugal) estableció una hacienda allí, que se convirtió el poblado más importante en el camino entre la corte en Río de Janeiro y la región de Gerais (hoy el estado de Minas Gerais), lo que permitió gran desarrollo de la agricultura. 
La familia imperial brasileña era muy impresionada por la belleza natural y el clima de la región, que se desarrolló lentamente hasta 1855, cuando la colonia se transformó en una villa y recibió el nombre de freguesia de Santo Antonio de Paquequer.
El desarrollo posterior de la villa se debió a los comerciantes que viajaban de Minas Gerais hacia Río de Janeiro, y utilizaban la región como parada para descanso. Finalmente, en 6 de julio de 1891, la villa se transformó en ciudad, que fue nombrada Teresópolis, en homenaje a la emperatriz Teresa Cristina, esposa del emperador Pedro II de Brasil.

## Geografía

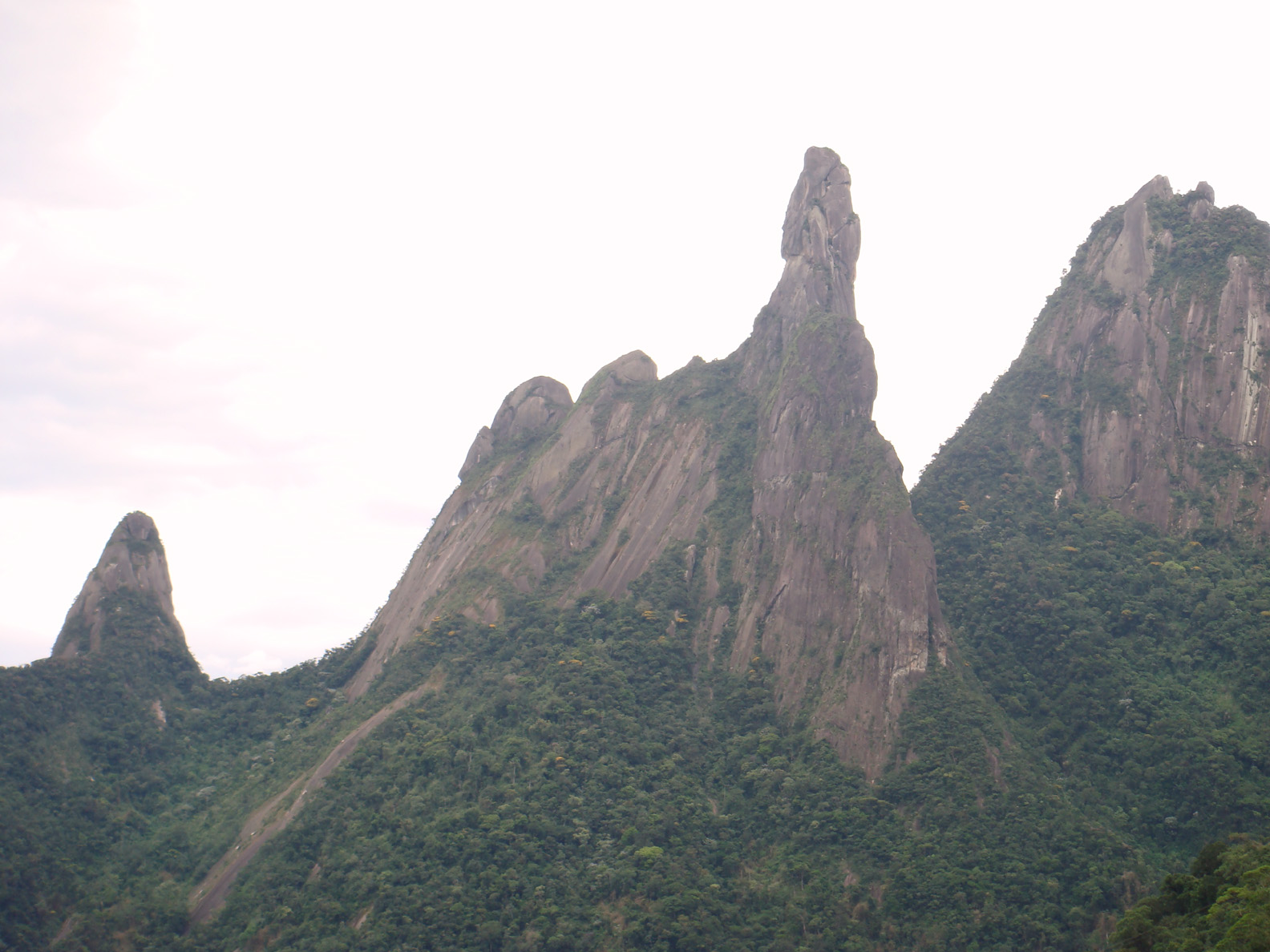
El Dedo de Deus

Conforme el censo brasileño de 2010, Teresópolis tenía uma población de 163 746 habitantes, en una área de 770,507 km². La ciudad contiene el Parque Nacional da Serra dos Órgãos, cuya vegetación pertenece a la mata atlántica. La ciudad está cercada por florestas y montañas famosas, por las cuales es conocida como la capital nacional del alpinismo. Las montañas más famosas son:
Pedra do Sino (2.263 m)
Pedra do Açu (2.230 m)
Agulha do Diabo (2.020 m)
Nariz do Frade (1.919 m)
Dedo de Deus (1.651 m) 
Pedra da Ermitage (1.485 m)
Dedo de Nossa Senhora (1.320 m)
De estas montañas, la más famosa es el Dedo de Deus (el "Dedo de Dios")
El clima de Teresópolis es classificado como tropical de altitud, con veranos amenos y húmedos, así como inviernos fríos y secos.

## Tragedia

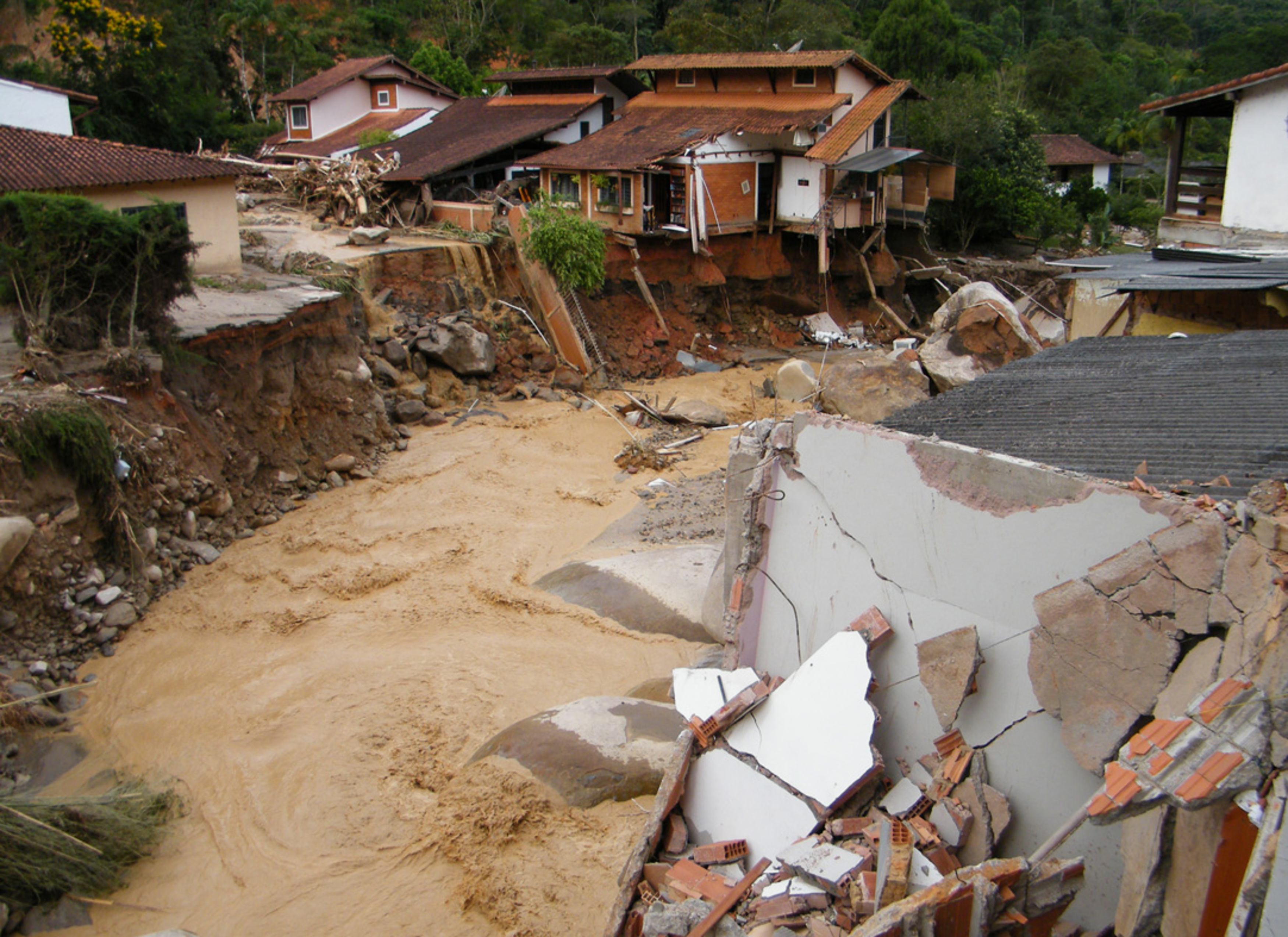
Teresópolis durante las inundaciones y deslizamientos de tierra en Río de Janeiro en enero de 2011, que provocaron la muerte de 382 personas en la ciudad y por lo menos 610 en total.

El crecimiento sin control de Teresópolis y de otras ciudades de la región montañosa cerca de Río de Janeiro provocó la construcción de un gran número de casas sobre terrenos inclinados o en las márgenes de ríos. Ese hecho, juntamente con lluvias que excedieron en 24 horas las que eran previstas para todo el mes, provocó uma serie de inundaciones y deslizamientos de tierra en 2011. Un número de 382 personas murieron y millares perdieron su casa en el evento, considerado como la peor tragedia climatológica de la historia del país.